# Eitting
Eitting er en kommune i Landkreis Erding i Regierungsbezirk Oberbayern i den tyske delstat Bayern. Den er en del af Verwaltungsgemeinschaft Oberding. Kommunen ligger i landskabet Erdinger Moos i nærheden af Freising og ikke langt fra München Flughafen.
Der er fire landsbyer i kommunen Eitting, Gaden, Eittingermoos og Reisen. Navnet er kendt tilbage til 848.
- Wikimedia Commons har flere filer relateret til Eitting